# الفندق (مسلسل)
الفندق مسلسل عراقي درامي اجتماعي عرض في شهر رمضان 2019 ويعتبر المسلسل الرمضاني الأول الذي ينتج في العراق منذ عام 2012 وشهد عودة العديد من نجوم الفن من ممثلين ومخرجين إلى العراق للمشاركة فيه بعد غياب طويل

## قصة العمل
الفندق يرمز لأطياف الشعب العراقي يظهر الجانب المخفي البائس لبغداد وتشابكه مع الاتجار بالبشر، ويقدم رسالة موجهة إلى العائلات العراقية لمراقبة الأولاد، وخاصة على وسائل التواصل الاجتماعي ويقدم رسالة موجهة إلى الشباب كي يحذروا من فخ الاتجار بالبشر، وهي رسالة موجهة إلى الدولة العراقية لرعاية الأبرياء والأشخاص الفقراء الذين هم ضحايا المتاجرة

### انتقادات
أثار حفيظة بعض المشاهدين، حيث ظهر أحد الفنانين، وهو مستلق على سرير، وتقوم الممثلة هند طالب بعملية تدليك لظهره، ومشاهد جريئة وصادمة حول المخدرات والبغاء والاتجار بالبشر في مشهد اعتبره متابعون خادشًا للحياء العام، ومخالفًا لعادات وتقاليد المجتمع العراقي خاصة في شهر رمضان.
واعتبر نشطاء هذه المشاهد متعمدة، الهدف منها تشويه صورة الشعب العراقي، خصوصًا أن بعض القنوات العراقية، والدراما العراقية، تكون لها متابعة من قبل الجمهور العربي والإسلامي. وردت قناة الشرقية التي تعرض المسلسل المثير للجدل اختيارها واعتبرت أن «اللقطات وردت في سياق الأحداث التي بني عليها مسلسل درامي اتّسم بطرحه لمشاكل واقعية».
وأكدت أن «التستر على مشاكل المجتمع قد يكون سببا في تفشيها» وقال مؤلف المسلسل حامد المالكي إنه يرحب بالنقد بصدر رحب لكن بشرط متابعة العمل من أول مشهد إلى آخره 

### مكان التصوير
صور في مناطق عدة في بغداد ومنها على مسرح «منتدى المسرح» في شارع الرشيد ببغداد

## الممثلون
- شذى سالم
- سامي قفطان
- سناء عبد الرحمن
- محمود أبو العباس
- غالب جواد
- هناء محمد
- نجلاء فهمي
- زهور علاء
- إيناس طالب
- هند طالب
- ميلاد سري
- سولاف جليل
- علي عبد الحميد
- جمانة كريم
- دزدمونة
- سنان العزاوي